# José Inzenga
 (mars 2023).
Si vous disposez d'ouvrages ou d'articles de référence ou si vous connaissez des sites web de qualité traitant du thème abordé ici, merci de compléter l'article en donnant les références utiles à sa vérifiabilité et en les liant à la section « Notes et références ».
José Inzenga Castellanos (né à Madrid le 3 juin 1828 et mort dans la même ville le 28 juin 1891) est un pianiste et un compositeur espagnol, principalement connu pour ses zarzuelas. Il est l'un des créateurs de la zarzuela moderne, apparue vers le milieu du XIXe siècle. Il est aussi pionnier dans les études folkloriques.

## Biographie
José Inzenga est fils d'Ángel Inzenga, professeur et compositeur d'origine sicilienne, et de Felicia Castellanos, une cantatrice amateur. C'est son père qui assure ses premières leçons de solfège et, plus tard, il étudie le piano et la composition avec Pedro Albéniz. Après s'être distingué par son talent musical, il reçoit une bourse du duc d'Osuna, Mariano Téllez-Girón, afin de poursuivre ses études à Paris, où il s'installe en 1842 et où il entre au Conservatoire en tant que pensionnaire sur recommandation de l'ambassadeur d'Espagne, Francisco Martínez de la Rosa. À l'instar de Rafael Hernando, en arrivant à la capitale française il se lie d'amitié avec Daniel Esprit Auber, compositeur français influant sur le style des compositeurs espagnols qui apportent le renouveau de la zarzuela au XIXe siècle. Ces nouveaux compositeurs espagnols de zarzuela ont tous un style et des aspirations très proches de l'opéra-comique français, dont Auber est à l'époque l'un des principaux représentants. C'est précisément grâce à Auber que Inzenga est nommé professeur d'accompagnement au Théâtre national de l'Opéra-Comique, à titre intérimaire et pendant un an. En 1846, il reçoit un prix de piano et d'harmonie au Conservatoire de Paris. À cette époque, il gagne aussi en partie sa vie en tant que pianiste lors de célèbres rassemblements privés.
De même que pour Rafael Hernando, la Révolution de 1848 précipite son retour en Espagne. À son retour, il présente quelques pièces de salon, des marches militaires et des œuvres pour orchestre, notamment une symphonie créée par Baltasar Saldoni avec la Orquesta del Teatro Español (l'« Orchestre du théâtre espagnol »). Sa première zarzuela créée avec succès est El campamento (Le Campement), créée en 1851 au Teatro del Circo de Madrid (« Théâtre du Cirque de Madrid »). Aux côtés des compositeurs Barbieri, Oudrid, Hernando, Gaztambide, mais aussi du librettiste Luis Olona et de l'acteur Francisco Salas, il participe en tant que membre fondateur à la création de la Sociedad Artístico Musical de Socorros Mutuos (« Société artistique et musicale de Secours mutuels ») dont le but est d'exploiter commercialement ce renouveau du genre de la zarzuela. Des années plus tard, après une période où le capital de la société avait été en augmentation progressive, Inzenga quitte la société de ce fait qu'elle n'est plus en mesure de fournir les fonds nécessaires. Il meurt à Madrid le 28 juin 1891.
La carrière d'Inzenga s'est écoulée avec moins de brio que celle de ses collègues réformateurs de la zarzuela. En dépit d'être un musicien talentueux et bien préparé, il ne réussit jamais à s'imposer au théâtre et sa musique n'eut pas de réelle répercussion auprès du public. De son vivant il fut tout de même un musicologue folkloriste et un pédagogue reconnu. Il était considéré comme un excellent professeur de chant, une matière enseignée au conservatoire de Madrid.
Il a rassemblé une collection de chansons folkloriques espagnoles sous le titre Ecos de España (Échos d'Espagne), dont Nikolaï Rimski-Korsakov a ensuite extrait des matériaux pour la composition de son 
Capriccio espagnol. Il a également rassemblé dans quatre cahiers des chansons folkloriques de la Galice, de Valence, de Murcie et des Asturies. Il a écrit un manuel intitulé Arte de acompañar al piano (Art d'accompagner au piano), une étude sur la musique religieuse catholique et le livre autobiographique Impresiones de un artista en Italia (Impressions d'un artiste en Italie).

## Œuvres (liste non exhaustive)
- 1851 : El campamento (zarzuela en un acte sur un livret de Luis Olona)
- 1851 : El castillo encantado (zarzuela en trois actes composée en collaboration avec Cristóbal Oudrid sur un livret de Emilio Bravo)
- 1852 : El secreto de la Reina (zarzuela en trois actes composée en collaboration avec Joaquín Gaztambide et Rafael Hernando sur un livret de Luis Olona)
- 1852 : El amor por los balcones (zarzuela en un acte sur un livret de Ramón de Navarrete)
- 1852 : Don Simplicio Bobadilla (œuvre composée en collaboration avec Joaquín Gaztambide, Francisco Asenjo Barbieri et Rafael Hernando sur un livret de Manuel Tamayo y Baus et Victoriano Tamayo y Baus)
- 1852 : La flor del Zurguén (zarzuela en un acte sur un livret de Luis Montes)
- 1854 : El alma de Cecilia (zarzuela en trois actes sur un livret de Antonio Arnao)
- 1857 : La roca negra (zarzuela en 3 actes composée en collaboration avec Mariano Vázquez)
- 1862 : ¡Si yo fuera rey! (zarzuela en trois actes sur un livret de Mariano Pina et Miguel Pastorfido)
- 1862 : Un trono y un desengaño (œuvre composée en collaboration avec Emilio Arrieta et Antonio Reparaz sur un livret de Mariano Pina)
- 1863 : Galán de noche (zarzuela en deux actes sur un livret de Antonio García Gutiérrez)
- 1864 : Batalla de amor
- 1866 : Cubiertos a cuatro reales (sur un livret de Manuel Ossorio y Bernad)
- 1877 : A casarse tocan